# Weingarten (Turíngia)
Weingarten é uma vila e antigo município da Alemanha localizado no distrito de Gota, estado da Turíngia.  Pertencia ao verwaltungsgemeinschaft de Hörsel. Desde 1 de janeiro de 2011 é parte do município de Hörsel.

## Demografia
Evolução da população (em 31 de dezembro):
| - 1994 – 202 - 1995 – 203 - 1996 – 193 - 1997 – 186 | - 1998 – 186 - 1999 – 176 - 2000 – 176 - 2001 – 183 | - 2002 – 189 - 2003 – 183 - 2004 – 183 - 2005 – 180 |

Fonte: Thüringer Landesamt für Statistik